# حاجی‌آباد پایابی
حاجی‌آباد پایابی، روستایی از توابع بخش مرکزی شهرستان قلعه‌گنج در استان کرمان ایران است.

## جمعیت
این روستا در دهستان قلعه گنج قرار دارد و براساس سرشماری مرکز آمار ایران در سال ۱۳۸۵، جمعیت آن ۳۳ نفر (۵خانوار) بوده‌است.